# 高木琢也 (美容師)
髙木 琢也（たかぎ たくや、1985年〈昭和60年〉7月14日 - ）は、日本の美容師、ヘアメイクアーティスト、経営者。千葉県香取市出身。早稲田美容専門学校卒業。美容室「オーシャントーキョー（OCEAN TOKYO）」の共同創業者および代表取締役。

## 経歴
1985年、千葉県香取市に生まれる。高校卒業後、早稲田美容専門学校に進学し、2006年に卒業。東京都内の美容室でスタイリストとして勤務し、技術と経験を積んだ。
2013年9月、スタイリストの中村トメ吉らとともに原宿にてメンズヘアサロン「OCEAN TOKYO」を設立。以降、同ブランドは渋谷、大阪、仙台、神戸などへ出店を広げ、男性向けのトレンド発信を行うヘアサロンとして一定の認知を得るようになった。髙木は経営に携わりつつ、現在もスタイリストとして顧客対応を行っているとされる。また、「髪を切ることで人生にポジティブな影響を与えたい」という理念を持ち、後進育成や講演活動などにも取り組んでいる。

## 活動
2016年には、ヘアケアブランド「TOKIO INKARAMI」のCMに出演しており、製品のイメージキャラクターも務めた。
2021年には、ヨウジヤマモト（YOHJI YAMAMOTO）の2021-22年秋冬パリ・ファッション・ウィークに参加し、同ブランドのメンズおよびウィメンズコレクションにおいてヘアスタイリングを担当したとされる。ブランド関係者との交流をきっかけに現場に加わったと報じられており、スタイル構築や現場統括に携わった。
2022年8月、京セラドーム大阪で開催されたファッションイベント「EXIA Presents KANSAI COLLECTION 2022 AUTUMN & WINTER」に出演。ヴェールルージュ美容専門学校のスペシャルステージにて、ステージ上でのカット＆スタイリングのパフォーマンスを披露した。
2025年には、アイウェアブランド「JINS（ジンズ）」とのコラボレーション企画「JINS × TAKAGI TAKUYA」が展開され、髙木はフレームデザインの監修を担当した。ヘアスタイルとの相性を意識したデザインが特徴とされ、複数のメディアでも紹介された。

## 出演

### NHK『プロフェッショナル 仕事の流儀』」
- 「俺は、人生をデザインする〜美容師・高木琢也〜」2019年5月14日放送[13]
- 「俺は、人生をデザインする〜美容師・高木琢也〜」（2020年3月27日放送）[14]

## CM
- TOKIO インカラミ（イフイング株式会社、2016年[7]）

## 受賞歴
- ホットペッパービューティーアワード メンズベストスタイル部門 優勝（2017年 - 2019年、3年連続）[15][16]
- KAMI CHARISMA（カミカリスマ） メンズカット部門 三つ星（2020年 - 2025年、6年連続）[17]

## 著書
- 『這いつくばった奴が生き残る時代 道あけてもらっていーすか？』宝島社、2019年。ISBN 9784800294678